# Gereida
Gereida, aussi connue sous les noms de Gerida ou Graida, est une grande ville de plus de 100 000 habitants au sud-ouest du Soudan, à environ 100 km au sud de Nyala.
En 2006, Gereida est le plus grand camp de personnes déplacées au Darfour, avec environ 120 000 personnes. En raison de la recrudescence des violences commises contre les civils dans la région, cette rapide croissance dégrade grandement les conditions sanitaires dans lesquelles vit la population, des dizaines de milliers de personnes vivant dans des conditions rudimentaires et dans des zones surpeuplées.
En juin 2007, l'organisation Oxfam International décide de suspendre ses opérations humanitaires à Gereida, arguant que les autorités locales ne faisaient pas assez d'efforts pour améliorer la sécurité et faire cesser les attaques contre les travailleurs humanitaires.
En novembre 2013, une mission menée par le Bureau de la coordination des affaires humanitaires des Nations unies établit que 1 976 familles (soit 9 880 personnes) s'étaient réfugiées dans la zone depuis avril 2013, dont des personnes ayant fui les combats entre les Forces armées soudanaises et le Front révolutionnaire du Soudan.